# Szymon Kimmel
Szymon Kimmel (ur. 14 lipca 1904 w Budzanowie) – polski Żyd, doktor praw, adwokat, generał.

## Życiorys
Szymon Kimmel urodził się 14 lipca 1904 w Budzanowie w rodzinie żydowskiej. Był synem Aleksandra (ur. 1867), urzędnika sądowego w Sanoku. W tym mieście zamieszkiwał z rodziną przy ulicy Jana Matejki 393.
W 1924 ukończył Państwowe Gimnazjum im. Królowej Zofii w Sanoku. Ukończył studia prawnicze. Jako absolwent prawa uchwałą Rady Miejskiej w Sanoku z 1927 został uznany przynależnym do gminy Sanok. Uzyskał stopień naukowy doktora i został adwokatem. Działalność adwokacką prowadził w kamienicy przy ul. Kazimierza Wielkiego 10. Przed 1939 był także adwokatem w Samborze.
Został przewodniczącym ruchu Nowych Syjonistów w Sanoku. Został szefem sanockiego oddziału Żydowskiego Towarzystwa Turystyczno-Narciarskiego „Makkabi”. Był jednym z organizatorów żydowskiego klubu piłkarskiego „Re-Di-Fa” w Sanoku, w latach 20. był sekretarzem zarządu klubu „Rdifach” w Sanoku.
Po wybuchu II wojny światowej i nastaniu okupacji sowieckiej przebywał we Lwowie, gdzie na początku 1940 pełnił funkcję blokowego kilku budynków przy ul. Czwartaków (późniejsza ul. Kwytnewa).
Po wojnie osiadł w Izraelu (w latach 50. zamieszkiwał w Tel Awiwie i był wówczas generałem). Został członkiem Organizacji Osób Pochodzących z Sanoka i Okolic w Izraelu.